# Brachyscleroma chinensis
Brachyscleroma chinensis là một loài tò vò trong họ Ichneumonidae.